# Joaquim Kuêk

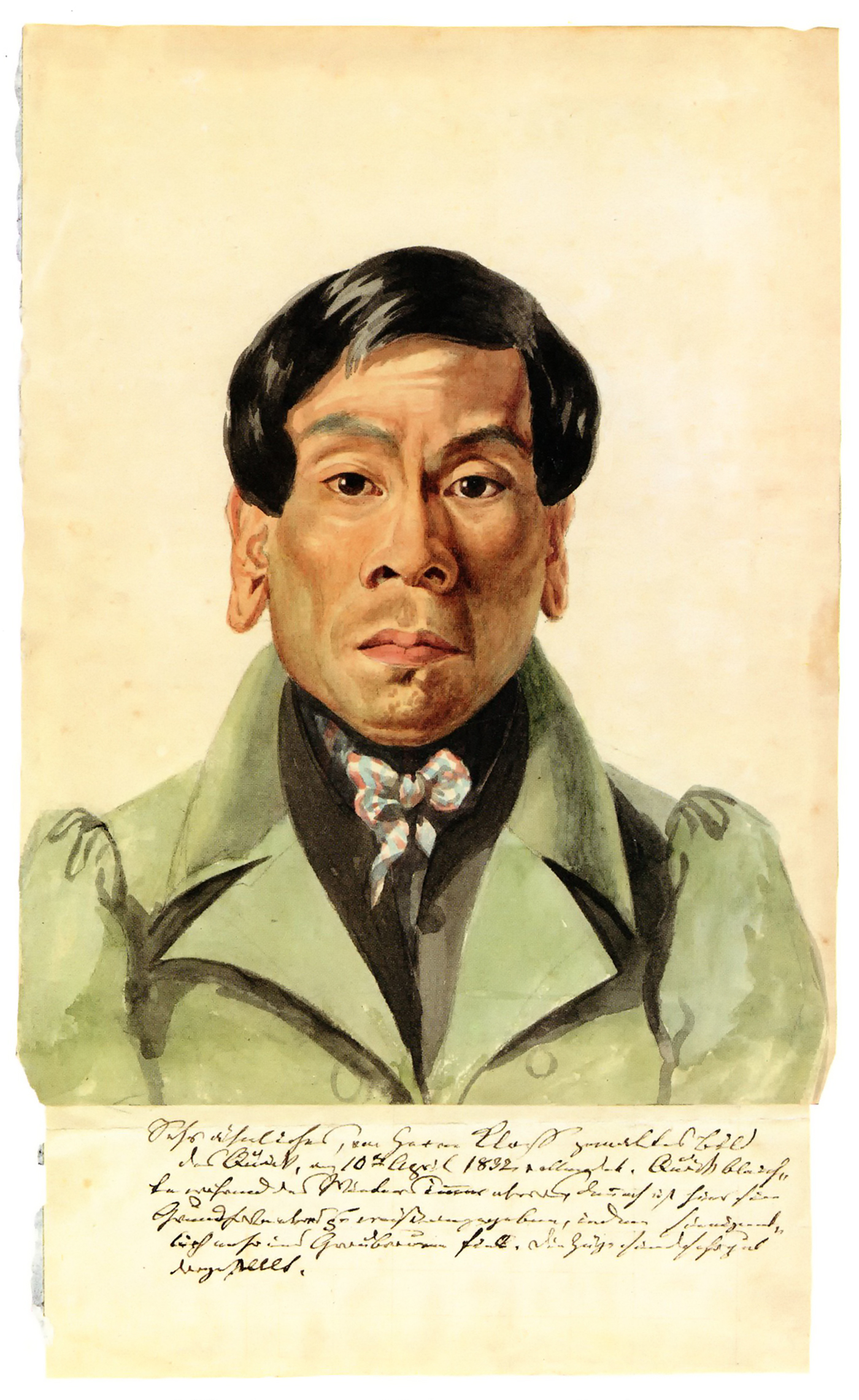
Joaquim Kuêk em 10 Abril de 1832, por Friedrich Theodor Kloß (1802-1878)

O botocudo Joaquim Kuêk (originalmente Nuguäck), nascido provavelmente por volta de 1800 no estado brasileiro de Minas Gerais - 1 de junho de 1834 em Neuwied, participou da viagem do explorador, etnólogo, zoólogo e cientista natural príncipe Maximilian zu Wied-Neuwied no Brasil como menor de idade em 1817. Wied passou três meses na área entre os rios Doce e Pardo durante sua expedição ao Brasil em 1817 observando e pesquisando. Kuêk se tornou um companheiro de viagem local para o príncipe e lhe deu o conhecimento necessário para suas pesquisas.
Wied o levou para a Europa e no dia 12 de fevereiro de 1818 Kuêk chegou a Neuwied. Lá ele trabalhou para o príncipe como seu empregado pessoal. Kuêk morreu aos 34 anos, em 19 de junho de 1834 às 9 horas da manhã devido a uma hepatite diagnosticada em 3 de Junho de 1834. Ele foi enterrado no antigo cemitério católico de Neuwied e Wied doou seu crânio para a Universidade de Bonn, que o repatriou para o povo crenaque em 2011.

## Vida

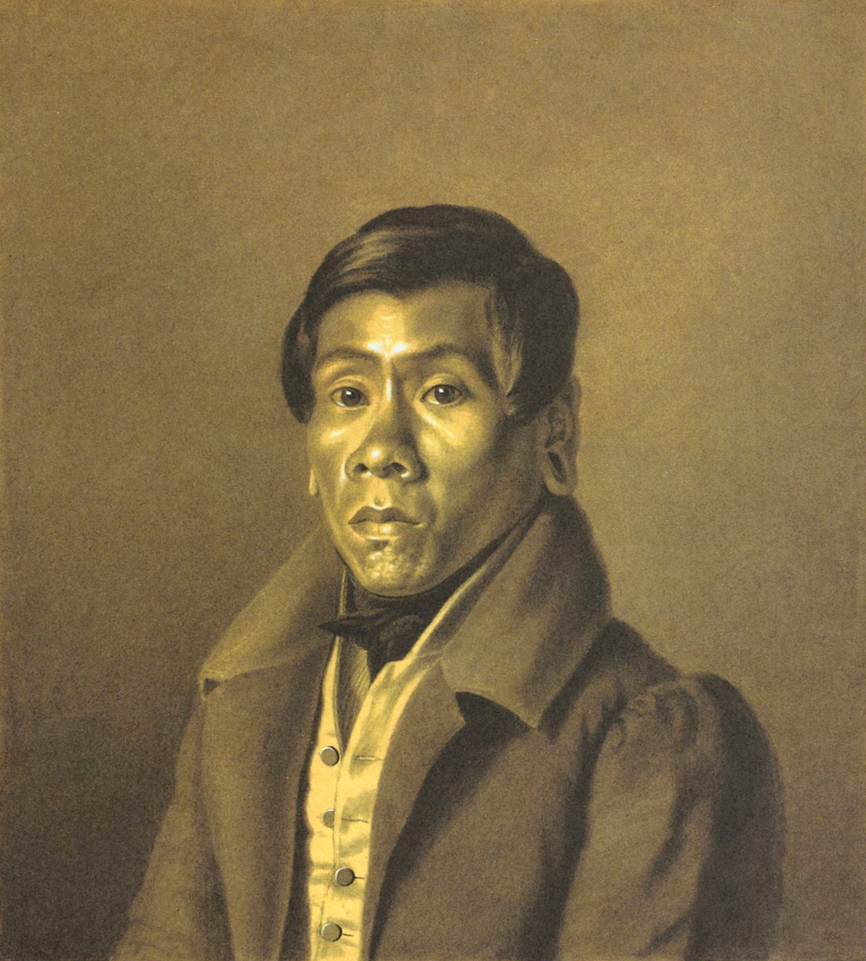
Retrato de Kuêk

Kuêk cresceu em uma família de Botocudos em meio aos índios na selva brasileira. Isso pode ser deduzido do fato de que seu nome era Nuguäck, que ele dominava o uso do arco e flecha, que ele falava a língua dos botocudos, Krenak, e que conhecia o modo de vida, cultura e pensamentos dos botocudenses em cada detalhe. Por outro lado, na juventude viveu separado da família e dos índios com brasileiros católicos. Isso pode ser constatado pelo fato de ter sido batizado católico no Brasil e ter recebido o primeiro nome cristão de Joachim (português: Joaquim). Além disso, Kuêk tinha aprendido a língua portuguesa e era capaz de se comunicar bem com o príncipe Maximilian zu Wied-Neuwied. Segundo Wied, Kuêk não queria mais conviver com os botocudos ou se reunir com eles, pois os acusava de canibalismo e por isso sentia um medo profundo de todo botocudo.
Wied menciona Kuêk oito vezes na obra Viagem ao Brasil de 1815 a 1817, mas não relata nada sobre a história de sua vida ou as circunstâncias em que o conheceu. Sua decisão de levar Kuêk com ele em sua expedição aos Botocudos e depois a Neuwied lhe custou imensos custos. Ele teve que levantar Kuêk na hora com dinheiro e financiar a vida de Kuêk em Neuwied de seus cofres particulares até sua morte. Houve duas razões para sua decisão. Ele esperava que Kuêk, de dezessete anos, tivesse um conhecimento abrangente do botocudos, e queria Kuêk com ele quando escrevia sua obra Reise nach Brasil entre 1815 e 1817 para que pudesse discutir com ele os detalhes científicos. A segunda razão era que Maximiliano esperava do atraente e exótico valet muita atenção do público e um ganho de status, não apenas em Neuwied, mas também nos países alemães vizinhos, já que pessoas de culturas estrangeiras estavam entre as atrações mais cobiçadas da Europa. na época. Essa expectativa foi posteriormente confirmada: até o chanceler de Estado prussiano, príncipe Karl August von Hardenberg, insistiu em ver o índio. Maximilian zu Wied-Neuwied viajou com Kuêk para o Castelo de Engers e o apresentou ao Chanceler do Estado, e Kuêk devotadamente admirou suas medalhas e fitas.

## Repatriação do crânio
Depois de sua morte, Wied-Neuwied doou o crânio de Kuêk ao instituto de anatomia da Universidade de Bonn. Em 2011, o crânio foi entregue ao povo crenaque, na cidade mineira de Jequitinhonha.

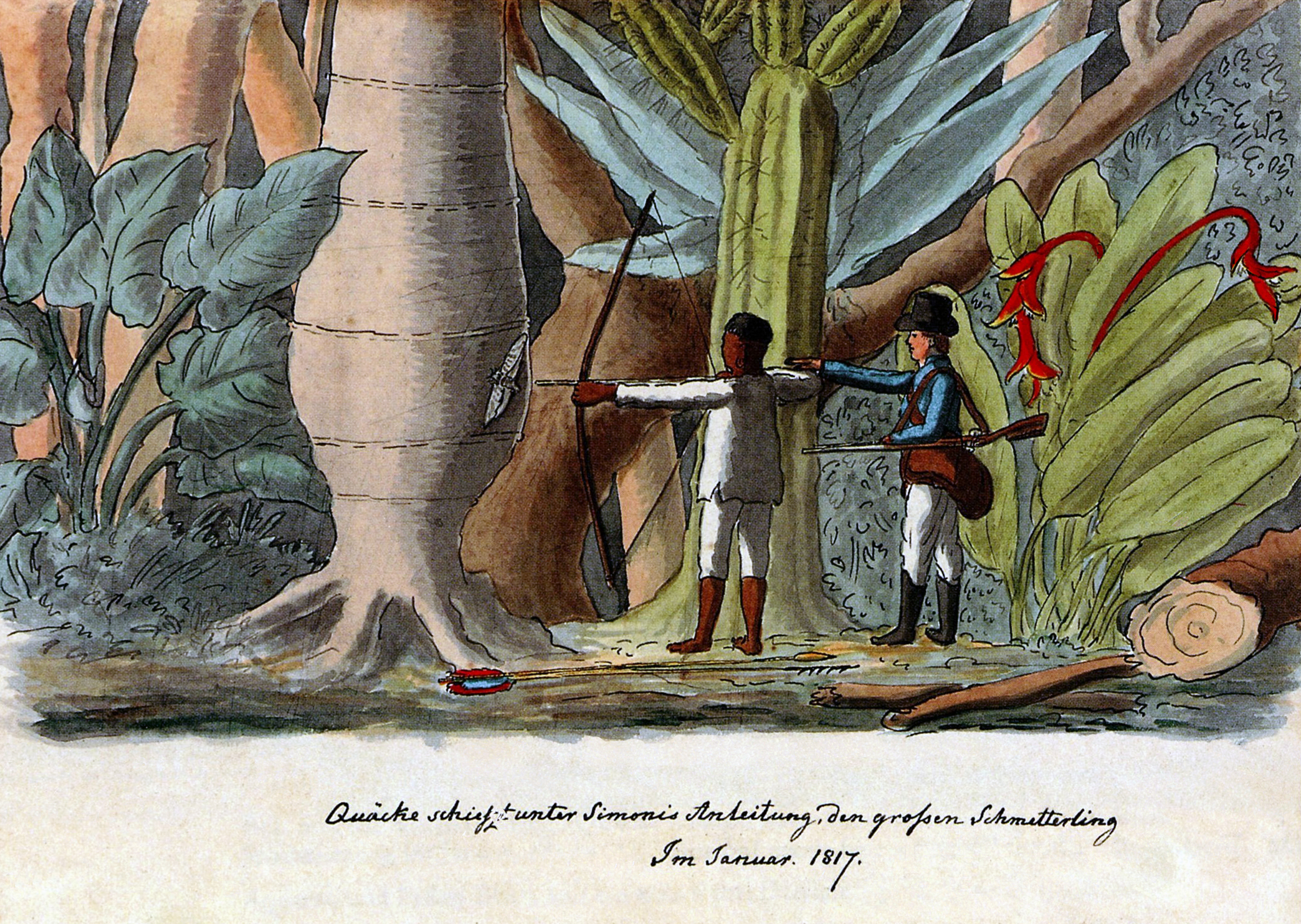
Aquarela de Maximilian zu Wied-Neuwied mostra Kuêk com um arco e flecha caçando borboletas grandes